# Каида, Юки
Юки Каида (яп. 甲斐田 ゆき Каида Юки, 30 ноября 1974, префектура Токио) — японская сэйю.

## Позиции в Гран-при журнала Animage
- 2001 год — 11-е место в Гран-при журнала Animage в номинации на лучшую сэйю[1];
- 2002 год — 9-е место в Гран-при журнала Animage в номинации на лучшую сэйю[2];
- 2003 год — 14-е место в Гран-при журнала Animage в номинации на лучшую сэйю[3]

## Биография
Каида родилась в Токио. После выпуска из старшей школы Синдзюку она поступила в международный университет искусств и музыки в Сан-Диего, Калифорния, где обучалась в течение 4 лет по специальности «музыкальный театр». Она вернулась в Японию, чтобы сфокусироваться на озвучивании, дебютировав в OVA Southern Wind в роли Химико, за чем последовали небольшие роли в других аниме; её первой крупной ролью стал Курапика в Hunter × Hunter в 1999 году.
Кроме озвучивания она также выступает радиоведущей и ведёт передачу Садао Ватанабэ Nightly Yours.

## Роли в аниме
- 1999 год — Corrector Yui (Фина);
- 1999 год — Охотник х Охотник (ТВ) (Курапика);
- 2001 год — Dr. Rin ni Kiitemite! (Синтия);
- 2001 год — Hanaukyou Maid Tai (Таро Ханаукё);
- 2001 год — Принц тенниса (ТВ-1) (Сюсукэ Фудзи);
- 2001 год — Бродяга Кэнсин OVA-2 (Кэндзи Химура);
- 2002 год — Бейблэйд (ТВ-2) (Одзума / мать Кёдзю);
- 2002 год — Охотник х Охотник OVA-1 (Курапика);
- 2003 год — .hack//Legend of the Twilight (Ока);
- 2003 год — Охотник х Охотник OVA-2 (Курапика);
- 2003 год — Twin Spica (Сю Судзуки);
- 2004 год — Yugo the Negotiator (Марико (Russia Chapter));
- 2004 год — Охотник х Охотник OVA-3 (Курапика);
- 2004 год — Hanaukyo Maid Tai La Verite (Таро Ханаукё);
- 2004 год — Фантастические дети (Мать Тома / Герта);
- 2005 год — Принц тенниса (фильм) (Сюсукэ Фудзи);
- 2005 год — Принц тенниса: Дар Атобэ (Сюсукэ Фудзи / Юмико Фудзи);
- 2005 год — Zettai Shounen (Масаки Макабэ);
- 2005 год — Pataliro Saiyuki! (Сон Гоку);
- 2005 год — Suzuka (Аяно Фудзикава);
- 2005 год — Священные звери OVA (Кассандра);
- 2006 год — Futari wa Precure Splash Star (Сидзуэ Хосино);
- 2006 год — Принц тенниса OVA-1 (Сюсукэ Фудзи);
- 2006 год — Инуками! (ТВ) (Каору Кавахира);
- 2006 год — Le Chevalier d'Eon (Королева Мария Лещиньская);
- 2006 год — Юный мастер Инь-Ян (Масахиро Абэ);
- 2007 год — Священные звери (ТВ-2) (Кассандра);
- 2007 год — Kishin Taisen Gigantic Formula (Майкл Шмидт);
- 2007 год — Маленькая богиня Карин (Кирика Карасума);
- 2007 год — Инуками! (фильм) (Каору Кавахира);
- 2007 год — Принц тенниса OVA-2 (Сюсукэ Фудзи);
- 2007 год — Гэнсикэн (ТВ-2) (Анджела Бёртон);
- 2008 год — Долгое путешествие Порфи (Порфирас);
- 2008 год — Сэкирэй (ТВ-1) (Хомура / Кагари);
- 2008 год — Принц тенниса OVA-3 (Сюсукэ Фудзи);
- 2009 год — Viper's Creed (Терезия);
- 2009 год — Хеталия и страны Оси (Китай);
- 2009 год — Клинок Королевы (ТВ-1) (Экидона);
- 2009 год — Принц тенниса OVA-4 (Сюсукэ Фудзи);
- 2009 год — Когда плачут чайки (Гаап);
- 2009 год — Клинок Королевы (ТВ-2) (Экидона)
- 2010 год — Сэкирэй (ТВ-2) (Хомура / Кагари)
- 2010 год — Клинок Королевы OVA-1 (Экидона)
- 2010 год — Звездное небо (Ё Томоэ в детстве)
- 2011 год — Jewelpet Sunshine (Перидот)
- 2012 год — Принц тенниса (ТВ-2) (Сюсукэ Фудзи)
- 2012 год — Зетмен (Кога Амаги в детстве)
- 2013 год — Баскетбол Куроко (ТВ-2) (Александра)
- 2014 год — Lady Jewelpet (Перидот)
- 2014 год — Mekakucity Actors (Рин Кидо)
- 2014 год — Aldnoah.Zero (Фемианне)
- 2015 год — Go! Princess PreCure (Лок, Куроро)
- 2015 год — Gintama (Котаро Кацура)
- 2015 год — Hetalia: World Twinkle (Китай)
- 2016 год — Aokana: Four Rhythm Across the Blue (Касуми Куробути)
- 2016 год — One Piece	(Дезире)
- 2016 год — Matoi the Sacred Slayer (Сиори Сумэраги)
- 2017 год — Beyblade Burst God (Boa Alcacer)
- 2020 год — The God of High School	(Commissioner O)
- 2021 год — Hetalia: World Stars (Китай, рассказчик)